# Красноярове (Амурська область)
Красноярове (рос. Красноярово) — село у Мазановському районі Амурської області Російської Федерації. Розташоване на території українського історичного та етнічного краю Зелений Клин.
Входить до складу муніципального утворення Красноярівська сільрада. Населення становить 981 особу (2018).

## Історія
З січня 1926 року входить до складу Мазановського району, який згідно з постановою Президії Далькрайвиконкому від 20 березня 1931 був районом часткової українізації, у якому мало бути забезпечено обслуговування українського населення його рідною мовою шляхом створення спеціальних перекладових бюро при виконкомі та господарських організаціях.
З 20 жовтня 1932 року входить до складу новоутвореної Амурської області.
З 1 січня 2006 року входить до складу муніципального утворення Красноярівська сільрада.

## Населення
| 2002 | 2010  | 2012  | 2013  | 2014  | 2015 | 2016 |
| ---- | ----- | ----- | ----- | ----- | ---- | ---- |
| 1044 | ↗1061 | ↘1028 | ↘1010 | ↗1011 | ↘989 | ↘978 |
| 2017 | 2018  |       |       |       |      |      |
| ↘975 | ↗981  |       |       |       |      |      |